# Пуейо-де-Санта-Крус
Пуейо-де-Санта-Крус (ісп. Pueyo de Santa Cruz) — муніципалітет в Іспанії, у складі автономної спільноти Арагон, у провінції Уеска. Населення — 370 осіб (2009).
Муніципалітет розташований на відстані близько 360 км на північний схід від Мадрида, 55 км на південний схід від Уески.

## Демографія
Динаміка населення (INE ):